# Нараївські верстви
Нараївські верстви (нараївський горизонт) — літостратиграфічний підрозділ регіональної стратиграфічної шкали середньоміоценових відкладів, поширених в західній частині Поділля.

## Назва
Від с. Нараїв Львівської області, де знаходиться стратотип. Також зустрічається назва цих відкладів, як «другий літотамнієвий горизонт».

## Поширення
Західна частина Подільської височини.

## Стратотип
с. Нараїв Львівської області

## Літологія
Товща нараївських верств, як правило, складена крихкими білими до світло-сірих літотамнієвими вапняками з характерними водоростевими булами розміром від 20 до 60 мм у попереку, детритовими і органогенно-детритовими вапняками, ясно-сірими та жовтуватими міцними вапнистими пісковиками. Потужність відкладів від 0 до 20 м. Залягають трансгресивно на відкладах середнього міоцену, або на породах верхньої крейди. Перекриваються згідно розточинськими, або кривчицькими шарами, іноді незгідно молодшими відкладами середнього міоцену.

## Фауністичні і флористичні рештки
- двостулкові молюски Ostrea digitalina D u b., Gryphaea leopolitana (N i e d z w.), Gryphaea cochlear navicularis B r o c c., Chlamus senienasis L a m., Chlamus scissa (F a v r e), Ostrea gryphoides Schloth., Chlamys seniensis niedzwiedzkii Hilb., Pecten besseri Andrz., Cardium praeechinatum Hilb.

| ←        | \| Кайнозой \| Кайнозой \| Кайнозой \| \| Палеоген \| Неоген \| Антропоген \| \| -------- \| -------- \| ---------- \| | →          |
| Кайнозой | |            |
| Палеоген | Неоген | Антропоген |

| Система/ Період                                                        | Відділ/ Епоха  | Ярус/ Вік                | Вік (млн років) | Вік (млн років) |
| ---------------------------------------------------------------------- | -------------- | ------------------------ | --------------- | --------------- |
| Четвертинний, Q                                                        | Плейстоцен, Q1 | Гелазький                | молодше         | молодше         |
| Неоген, N                                                              | Пліоцен, N2    | П'яченцький, N2pla       | 2,58            | 3,60            |
| Неоген, N                                                              | Пліоцен, N2    | Занклійський ярус, N2zan | 3,60            | 5,33            |
| Неоген, N                                                              | Міоцен, N1     | Мессінський, N1mes       | 5,33            | 7,25            |
| Неоген, N                                                              | Міоцен, N1     | Тортон, N1tor            | 7,25            | 11,63           |
| Неоген, N                                                              | Міоцен, N1     | Серравалійський, N1srv   | 11,63           | 13,82           |
| Неоген, N                                                              | Міоцен, N1     | Лангійський, N1lan       | 13,82           | 15,97           |
| Неоген, N                                                              | Міоцен, N1     | Бурдігальський, N1bur    | 15,97           | 20,44           |
| Неоген, N                                                              | Міоцен, N1     | Аквітанський, N1aqt      | 20,44           | 23,03           |
| Палеоген, P                                                            | Олігоцен, Р3   | Хаттський, Р3h           | старіше         | старіше         |
| Підрозділи неогенової системи наведені згідно МКС, станом на 2018 рік. |                |                          |                 |                 |
| п о р                                                                  |                |                          |                 |                 |